# Agnes Blannbekin
Agnes Blannbekin (* um 1250; † 10. Mai 1315 in Wien) war eine österreichische Begine, Franziskanerin des Dritten Ordens und Mystikerin.

## Leben
Agnes Blannbekin war eine Bauerntochter, die um 1250 vermutlich in Plambach, heute Katastralgemeinde von Hofstetten-Grünau, geboren wurde. Sie lernte lesen, konnte aber nicht schreiben. Früh fühlte sie eine religiöse Berufung und lebte asketisch. In Wien schloss sie sich den Beginen an, doch ist nicht bekannt, ob sie in einer Gemeinschaft lebte. Später war sie Franziskaner-Tertiarin.
Zu ihren Kasteiungen zählten extremes Fasten (bereits seit der Kindheit) und Selbstgeißelungen. Sie geißelte sich etwa mit einem Ginsterzweig blutig. Außerdem ließ sie sich zur Ader, weil sie ihr Blut als heiß und kochend erlebte. Ihrem nicht namentlich bekannten Beichtvater, einem Franziskaner-Minoriten, berichtete sie von Visionen und Ekstasen, die dieser, 1290 beginnend, niederschrieb. Während ihrer „göttlichen Heimsuchungen“ erlebte sie Hitzegefühle in der Brust, die sich über den ganzen Körper ausbreiteten und sie „nicht peinigend, sondern süß“ verbrannten. Depressive Verstimmungen werden angedeutet. Häufig variierte sie das Thema des „bösen Priesters“:
Sie meinte damals, daß diese Süße alle Kommunizierenden spürten. Und als sie nun hörte, daß einige Priester sich der Fleischeslust ergäben, wunderte sie sich, wie sie je eine so große Süße verachten und an solchem Schmutz sich erfreuen könnten.
In diesen Aufzeichnungen ist auch die Rede davon, ihr sei das sanctum praeputium – die Vorhaut Jesu Christi – bei der Kommunion auf der Zunge erschienen:
Und siehe, alsbald spürte sie auf der Zunge ein kleines Häutchen nach Art eines Eihäutchens mit allergrößter Süße, das sie verschluckte. Nachdem sie es verschluckt hatte, spürte sie wieder das Häutchen auf der Zunge mit Süße, wie vorher, und verschluckte es wiederum. Und dies geschah ihr wohl hundert Mal. (...) Und es wurde ihr gesagt, daß die Vorhaut mit dem Herrn am Tag der Auferstehung auferstand. So groß war die Süße beim Kosten dieses Häutchens, daß sie in allen Gliedern und Teilen der Glieder eine süße Veränderung spürte.
Wegen derartiger Phantasien und Visionen wurden die Vita et Revelationes später auf den Index Librorum Prohibitorum gesetzt.
Ihr Leben war vom Ablauf des Kirchenjahrs und von Gebeten bestimmt. Sie versuchte an so vielen Messen wie möglich am Tag teilzunehmen und besuchte dafür Kirche um Kirche in Wien. Nach den Messen pflegte sie sich dem Altar zu nähern und ihn zu küssen, was als Provokation verstanden wurde, weil der Aufenthalt am Altar Frauen untersagt war. In einer ihrer Visionen sah sie sich als junge Frau um einen Altar tanzend.
Das Manuskript ihres Beichtvaters kopierte 1318 der Mönch Ermenrich. Als Bernhard Pez 1731 die Vita et Revelationes herausgab, wurden sie auf den Index gesetzt. Erst 1994 wurde Leben und Offenbarungen der Wiener Begine Agnes Blannbekin († 1315) mit einer Übersetzung wieder herausgegeben.
Während Blannbekin heute wegen ihrer Visionen in Erinnerung bleibt, war sie zu ihrer Lebenszeit vor allem als Seelsorgerin der armen und leibeigenen Untertanen bekannt.